# Guerra de la Liga
La Guerra de la Liga  fue la segunda guerra civil de Costa Rica, siendo entonces un Estado miembro de la República Federal de Centro América. Transcurrió entre septiembre y octubre de 1835 en el Valle Central de Costa Rica. Su detonante inmediato fue la derogación de la Ley de la Ambulancia. La consecuencia más importante fue el triunfo de la ciudad de San José sobre las ciudades de Alajuela, Heredia y Cartago (que conformaron la Liga de las Tres Ciudades), lo que permitió su consolidación como capital de Costa Rica.

## Antecedentes
Este conflicto armado fue producto de la inexperiencia política de los costarricenses en los años posteriores a la Independencia con respecto a España, y de las disputas locales en el Valle Central de Costa Rica. Cartago había sido la capital de la Provincia de Costa Rica desde 1563 hasta 1823, 260 años. A partir de la Batalla de Ochomogo en 1823, San José se convirtió en la nueva capital del Estado Libre de Costa Rica, como parte de la República Federal de Centro América.
En 1833 los vecinos de Cartago pusieron al cartaginés José Rafael de Gallegos y Alvarado como jefe de Estado de Costa Rica, y lo usaron para devolver la capital a Cartago. El plan era establecer la Ley de la Ambulancia para que la capital se pasara a Alajuela, Heredia, y cuando llegara a Cartago se quitaría la Ley de la Ambulancia.
En marzo de 1834 el Congreso del Estado Libre de Costa Rica, marcada en esa época por el localismo, aprobó la Ley de la Ambulancia, y la capital fue trasladada al pueblo de Alajuela. Este movimiento de todos los documentos y recursos del gobierno estatal a una pequeña villa resultó en muchos contratiempos que volvió inoperante al Estado. 
En San José, la oposición al gobierno de Rafael Gallegos estableció un periódico llamado "La Tertulia" para burlarse del jefe de Estado, la Ley de la Ambulancia, y los campesinos de Alajuela. De esta manera, en marzo de 1835 Gallegos renunció como jefe de Estado. En su lugar fue elegido el licenciado en Derecho y vecino de San José Braulio Carrillo Colina, quien casi de inmediato derogó la Ley de la Ambulancia.
El Congreso del Estado decidió que debía fundarse una nueva capital en un espacio neutral. Para ello, se escogió la zona conocida como San Juan del Murciélago, hoy día Tibás, entre San José y Heredia. Mientras allá se construían los edificios necesarios, los poderes Ejecutivo y Judicial residirían en San José, y el Legislativo en Heredia.
La derogación de Ley de la Ambulancia provocó un gran disgusto en Cartago, y el pueblo de Alajuela protestó cuando sacaron la capital de esa villa (Alajuela debía ser la capital hasta 1838).
El 26 de septiembre de 1835 la ciudad de Cartago desconoció al gobierno de Braulio Carrillo y nombró al cafetalero Nicolás Ulloa Soto como jefe de Estado para restablecer la Ley de la Ambulancia. Casi de inmediato Alajuela aceptó el gobierno Ulloa. Pocos días después Heredia se unió a la lucha contra San José, completándose la Liga de Tres Ciudades. Así comenzó la Segunda Guerra Civil de Costa Rica.

## Los combates
A inicios de octubre las milicias de Cartago, Alajuela y Heredia sitiaron San José, bloqueando todas sus salidas y entradas con artillería, infantería y jinetes de caballería.
Antes de que estallasen las hostilidades hubo negociaciones entre el gobierno y los sublevados, para evitar el derramamiento de sangre. Sin embargo, las negociaciones se rompieron el 9 de octubre cuando la milicia de Cartago, con unos 1300 hombres al mando del Coronel Máximo Cordero y usando como estandarte la estatuilla de la Virgen de los Ángeles, atacaron San José por Curridabat. 
El gobierno de Braulio Carrillo Colina encargó al General Antonio Pinto Soares (veterano y héroe de la Batalla de Ochomogo) y al Sargento Mayor Manuel Quijano la defensa de San José. Rápidamente los vecinos cavaron trincheras y levantaron barricadas, y la milicia de San José entró en combate. 
Al mismo tiempo las fuerzas de Alajuela y Heredia, con unos 3000 hombres al mando del coronel alajuelense José Ángel Soto, invadieron San Juan del Murciélago.

### La Batalla de Cuesta de Moras
La mañana del 14 de octubre, la milicia de San José al mando del Sargento Mayor Manuel Quijano detuvo el avance de los cartagineses al mando del Coronel Máximo Cordero en Cuesta de Moras. Tras una violenta batalla, la milicia de Cartago empezó a retroceder hacia lo que hoy se conoce como Barrio La California, donde fueron claramente vencidos. Tratando de escapar de las tropas josefinas, los cartagineses volvieron a ser derrotados en Curridabat y Ochomogo. Esa misma noche el sargento mayor Manuel Quijano tomó la ciudad de Cartago.
El historiador Ricardo Fernández Guardia, dice que "...el mayor trofeo fue la imagen milagrosa de la Virgen de los Ángeles, que los cartaginense dejaron abandonada en Curridabat." La estatuilla sagrada le perteneció a la Parroquia de San José hasta 1842, cuando los cartagineses trajeron al General Francisco Morazán para derrocar a Braulio Carrillo.

### La Batalla del Río Virilla
Ante estos hechos, las milicias de Alajuela y Heredia abandonaron San Juan del Murciélago y se atrincheraron en la ribera del río Virilla. 
En la mañana del 28 de octubre unos 1000 soldados de San José al mando del General Antonio Pinto Soares atacaron las trincheras con artillería y bayonetas. Los rebeldes, en un total desorden, ordenaron la retirada a Heredia para levantar barricadas. No obstante, los heredianos y alajuelenses fueron vencidos en varios combates. Finalmente, Heredia y Alajuela fueron ocupadas la noche del 28 de octubre.
De esta manera terminó la guerra civil, y San José se consolidó como la capital del Estado Libre de Costa Rica.

## Consecuencias
San José se consolidó como capital de Costa Rica.
Algunos líderes de la Liga abandonaron el país. Otros fueron encerrados en la cárcel. El comandante del Cuartel de Cartago, el sargento mayor Francisco Roldán, fue fusilado por traición (entregó el arsenal a los rebeldes). No obstante, en 1838 el gobierno decretó una amnistía general en favor de todos los que fueron implicados en la sublevación de 1835.